# Chacarera
La chacarera (chakarera en quechua) est un genre musical et une danse traditionnelle en couple originaire du nord d'Argentine (provinces de  Catamarca, Salta, Tucumán, Santiago del Estero et Jujuy).  Elle se caractérise essentiellement par son rythme ternaire (6/8), l'emploi d'instruments à cordes (guitare et charango vers la cordillère) et du bombo legüero.

## Rythme
La Chacarera moderne est caractérisée par l'hémiole/ syncope La mélodie commence en 6/8, et finit en 2/4 (déplacement des accents : 2 fois trois croches ou 3 fois deux croches).
Le rythme se fait en frappant la peau et le cerclage en bois du bombo : noire (bois) croche 1 (peau)  croche 2 (bois) noire 2 (peau). Le rythme à la guitare ou au charango le reprend en claquant (chasquido) le 1er et le 3e temps.
Chaque province nuance cette danse avec des différences subtiles dans les pas et les rythmes employés. Ainsi, on trouve de la "Chacarera doble", la "Chacarera larga", la "Chacarera trunca", etc. La formation de la danse est une ligne de garçons face à une ligne de filles ou en étoile. C'est une danse d'improvisation qui se fait en pas de valse, mais certaines figures reviennent souvent : giro (petit tour), vuelta redonda (grand tour, les partenaires échangeant leur place et retour), zarandeo (jeu où la fille fait tournoyer sa jupe), zapateado (les garçons frappent des pieds), etc.

## Chacareras notables
- Añoranzas (Julio Argentino Gerez) (chacarera doble)
- Chacarera de las Piedras (Yupanqui)
- La Olvidada (Yupanqui)
- La Vieja (Hermanos Abalos)
- Chacarera del rancho (Hermanos Abalos)

Parmi les compositeurs et interprètes de chacarera, citons également Andrés Chazarreta, Mercedes Sosa, et Los Chalchaleros.